# Muḥammad ibn Khafāja
Muḥammad ibn Khafāja (in arabo ﻣﺤﻤﺪ ﺑﻦ ﺧﻔﺎﺟـة‎?; ... – Palermo, 27 maggio 871) è stato un emiro siciliano.
Figlio di Khafāja b. Sufyān b. Sawāda, si distinse prima della morte del padre in diversi combattimenti contro i Bizantini nella parte orientale della Sicilia, soprattutto contro Siracusa.
Giunse al potere nell'869 quando fu eletto a Palermo dall'esercito siciliano e confermato dall'emiro aghlabide di Kairouan. Nell'870 una spedizione musulmana in aiuto al presidio islamico di Malta batté una flotta bizantina che tentava di riprendere l'isola.
Il 27 di maggio dell'871 cadde vittima di un complotto eseguito da alcuni eunuchi del suo palazzo.